# 2025 en Turquie
Chronologie de la Turquie
- 2021
- 2022
- 2023
- 2024
- 2025
- 2026
- 2027
- 2028
- 2029

Cette page concerne les évènements survenus en 2025 en Turquie :

## Évènements
- 21 janvier :  78 personnes sont tuées et 51 autres blessées dans l'incendie de l'hôtel Grand Kartal à Kartalkaya, dans la province de Bolu[1].
- 19 mars : une vague de manifestations survient à la suite de l'incarcération d'Ekrem İmamoğlu, maire d'Istanbul et opposant au pouvoir.
- 23 avril : séisme à Istanbul.
- 12 mai : après plus de quatre décennies de conflit armé contre l'État turc, le Parti des travailleurs du Kurdistan (PKK) annonce sa dissolution.
- 25 juillet : le pays enregistre son record de température, avec 50,5 °C relevés à Silopi[2].